# Mark Bavaro
Mark Anthony Bavaro (nascido em 28 de abril de 1963, em Winthrop, Massachusetts) é um ex-jogador de futebol americano profissional dos Estados Unidos que atuou como tight end para o New York Giants (1985–1990), Cleveland Browns (1992) e Philadelphia Eagles (1993–1994) na National Football League (NFL). Bavaro foi selecionado para o Pro Bowl por suas performances nas temporadas de 1986 e 1987 e foi membro das equipes dos Giants que venceram os Super Bowls XXI e XXV.

## Estatísticas
- Recepções: 351
- Jardas recebidas: 4 733
- Touchdowns de recepção: 39